# LG G5 SE
LG G5 SE는 LG전자가 2016년 5월 29일 출시한 중저가형 스마트폰이다. G5의 퀄컴 스냅드래곤 652 버전으로 성능이 소폭 하향 되었지만 일부 남미 국가에는 LG G5의 이름으로 출시되기도 하였다.

## 운영 체제 / 소프트웨어

### 안드로이드 6.0.1 마시멜로
LG G5 SE는 안드로이드 6.0.1 마시멜로를 탑재하여 출시되었다.

## 특수 기능

### 모듈형 교체 배터리
(LG HI-FI PLUS With B&O PLAY)
B&0 튜닝 HI-FI DAC+AMP
32bit 음원 재생,업비트/업샘플링 지원.

### 전문가 모드
화이트 밸런스, ISO, 셔터 스피드 등의 카메라 기능을 수동으로 조절할 수 있어서 디지털 카메라와 같은 사진을 찍을 수 있는 기능이다.

### 레이저 오토 포커스
레이저를 이용해서 사진의 초점을 빠르게 잡는 기능이다. 야간 촬용 시 피사체의 위치를 찾기 어려울 때 유용한 기능이다.

### 제스쳐샷
셀프 카메라를 찍을 때 간단한 손동작(보 - 주먹)으로 사진을 찍을 수 있는 기능이다.

### 올웨이즈온 디스플레이
꺼져있는 화면에서도 시간, 날짜, 배터리, 알림 등을 항상 확인할 수 있는 기능이다.

## 색상
- 티탄

## 같이 보기
- LG G5
- LG G4 비트
- LG G3 비트